# أوسكار كويلو
أوسكار كويلّو (بالإسبانية: Óscar Coello Cruz)‏ هو ناقد أدبي وشاعر بيروفي، ولد في 15 أبريل 1947.